# فيلق البدر 205
فيلق بدر 205 هو أحد الفيالق الثمانية في جيش الإمارة الإسلامية الذي تأسس في أكتوبر 2021 ومقره في قندهار. رئيس الأركان الحالي هو ملا باري جول آخند، ومهر الله حمد هو القائد الأول والحالي للفيلق. يتكون الفيلق من أربعة ألوية، وكتيبة كوماندوز وثلاثة حاميات ولواء حدودي واحد، مع قدرة مدفعية متكاملة ونقل جوي. في منتصف شهر نوفمبر 2021، تخرج 300 جندي بعد إكمال تدريبهم العسكري في ولاية زابل.
يعتبر الفيلق بديل لفيلق "أتول" رقم 205 في عهد جمهورية أفغانستان الإسلامية، المسؤول عن جنوب البلاد (مقاطعات قندهار، وزابل، وأروزكان، ودايكندي)، وكان جزءًا من الجيش الوطني الأفغاني.

## هيئة القيادة

دبابات BMP و T-54 من فيلق بدر 205

| رؤساء الأركان         | رؤساء الأركان                 | رؤساء الأركان | رؤساء الأركان |
| رئيس الأركان          | الفترة                        | ملحوظات       | المراجع       |
| --------------------- | ----------------------------- | ------------- | ------------- |
| حزب الله أفغان        | 4 أكتوبر 2021 – 4 مارس 2022   |               | [ 3 ]         |
| ملا باري جول آخند     | 4 مارس 2022 – حتى الآن        |               | [ 4 ]         |
| القادة                |                               |               |               |
| قائد                  | الفترة                        | ملحوظات       | المراجع       |
| مهر الله حمد          | 4 أكتوبر 2021 – حتى الآن      |               | [ 3 ]         |
| نواب القادة           |                               |               |               |
| نائب القائد           | الفترة                        | ملحوظات       | المراجع       |
| والي جان حمزة         | 4 أكتوبر 2021 – 6 نوفمبر 2021 |               | [ 3 ]         |
| مولوي رحيم الله محمود | 23 نوفمبر 2021 – حتى الآن     |               | [ 5 ]         |

## الألوية
| مقاطعة  | لواء          | القائد     | الآمر العام |
| ------- | ------------- | ---------- | ----------- |
| قندهار  | اللواء الأول  |            |             |
| زابل    | اللواء الثاني |            |             |
| قندهار  | اللواء الثالث |            |             |
| أروزكان | اللواء الرابع | مولوي حبيب | مولوي خالد  |